# Amazonides aleuca
Amazonides aleuca là một loài bướm đêm trong họ Noctuidae.